# Warner Bros.

Warner Bros. Entertainment, Inc., також знана як Warner Bros. Pictures чи просто Warner Bros.; вимовляється [Ворнер Бразерс]) — американська компанія, один з найбільших концернів з виробництва фільмів і телесеріалів; філія групи компаній Time Warner з офісом у Каліфорнії (США).
Warner Bros. включає кілька дочірніх компаній: Warner Bros. Studios, Warner Bros. Pictures, New Line Cinema, Warner Bros. Interactive Entertainment, Warner Bros. Television, Warner Bros. Animation, Warner Home Video, DC Comics і The CW Television Network.

## Історія

### 1903—1923: Заснування
Компанія названа на честь чотирьох братів Ворнер: Гаррі Ворнера (Хірш Вансколасер) (1881—1958), Альберта Ворнера (Аарон Вансколасер) (1883—1967), Сема Ворнера (Шмуль Вансколасер) (1887—1927) і Джека Ворнера (Іцхак Вансколасер) (1892—1978)), — батьки яких емігрували з Білорусі (тоді територія Польщі) в США через Англію і Канаду.

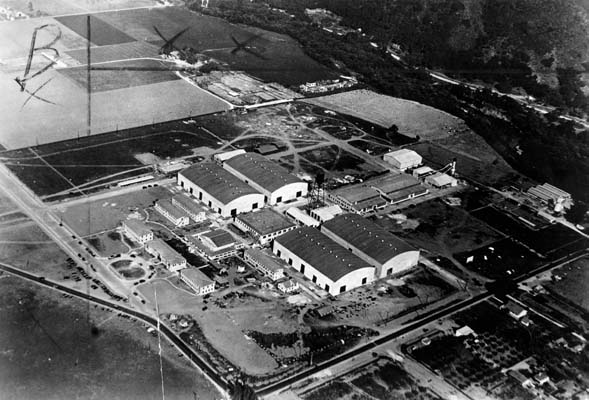
Студія Warner Bros., 1920 рік

Три старших брати почали займатися кіноіндустрією ще в 1903 році, демонструючи фільми для гірських робітників в Пенсільванії і Огайо; того ж року в місті Нью Касл (Пенсільванія) вони відкрили «Каскад», свій перший кінотеатр.
У 1904 брати заснували компанію Duquesne Amusement & Supply Company (попередник Warner Bros.), яка займалася поширенням фільмів. Згодом територія, яку обслуговувала їхня компанія, розширилась — і включала чотири штати.
На початку Першої світової війни брати почали займатися виробництвом власних фільмів і в 1918 відкрили студію Warner Bros. Studio на Бульварі Сансет в Голлівуді. Сем і Джек Ворнер займалися виробництвом картин, у той час як Гаррі і Альберт займалися фінансами в Нью-Йорку: в 1923 вони формально об'єдналися в корпорацію Warner Bros. Pictures, Inc.
Компанія процвітала, що й дозволило братам у 1924 отримати позику на Волл-стріт. На ці кошти вони придбали компанію Vitagraph Company, яка мала загальнонаціональну дистриб'юторську мережу, а також закупили кілька радіостанцій і побудували нові театри.

### 1923—1933: Звук, колір, стиль
За наполяганням Сема Ворнер компанія почала активно розвивати кінематограф зі звуком і з 1926 року почала виробляти фільми зі звуком і звуковими ефектами. У 1927 вийшов фільм «Співак Джазу» (англ. Jazz Singer) з діалогами. Фільм став справжньою сенсацією і поклав початок ері «картин, що розмовляють». Самі брати не були присутні на прем'єрі через смерть Сема.
В 1928 компанія придбала одну з найбільших мереж кінотеатрів — Stanley Company. Трохи пізніше, в 1929, брати придбали свого головного конкурента — First National Pictures. Суд дозволив об'єднати обидві компанії під маркою «Warner» за умови, що до 1938-го брати будуть випускати по кілька фільмів на рік під маркою First National Pictures.
В 1928 брати випустили на екрани картину «Вогні Нью-Йорка» (англ. Lights of New York) з повноцінною звуковою доріжкою. Другий звуковою «Жах» З цього моменту вся кіноіндустрія остаточно перейшла на фільми зі звуком. До кінця 1929 всі великі кіностудії випускали тільки звукові фільми.
В 1929 Warner Bros. випустили перший повнокольоровий фільм «On with the Show». Друга кольорова картина, «Золотокопи Бродвею» (англ. Gold Diggers of Broadway), стала настільки популярною, що демонструвалася в кінотеатрах протягом десяти років. Так почалася епоха кольорового кіно.
У період з 1929 по 1931 Ворнер випустили безліч кольорових фільмів («Саллі», «Яскраві вогні», «Пісня полум'я», «Пісня Заходу», «Під місяцем штату Техас» та ін.) Більшість з них були мюзиклами, і досить швидко набридли глядачам, тому студії довелося піти з цього жанру.
Під керівництвом Дерріла Занука у 1930-х студія прославилась своїми гангстерськими фільмами, а потім і мелодрамами. Близько 1934 у компанії виникли проблеми з цензурою, тому вона переключились на знімання історичних картин.

### 1930: мультфільми
У 1930-х роках створено незалежну компанію «Warner's Cartoon», яка під керівництвом Леона Шлезінгера займалася створенням мультфільмів. 1931 року створено нову серію мультфільмів — «Веселі мелодії» — гумористичних замальовок з джазовим саундтреком.
У 1933 на студію прийшли нові художники: Джек Кінг, Фриз Фрілінг та ін. — котрі вивели на екрани знаменитого Бадді (англ. Buddy). Студія користувалася впізнаваним стилем, завдяки якому стала дуже популярною. Серед персонажів мультфільмів всесвітню відомість отримали кролик Багз Банні і качур Даффі Дак.

### Після другої світової війни
За роки Другої світової війни студія значно розбагатіла завдяки збільшеному попиту на кінофільми: тоді компанія відкрила безліч акторів, які стали відомими (Джоан Кроуфорд, Доріс Дей та ін.)
5 січня 1948 році Warner Bros. випустила першу кольорову кінохроніку, присвячену Турніру Параду Троянд.
В 1948 Верховний Суд США, розглядаючи антимонопольні спори, виніс рішення, що змусило Warner Bros. і ще чотири найбільші кінокомпанії країни відокремити кіновиробництво від належних їм мереж кінотеатрів. Без можливості широкого прокату відпала необхідність виробництва 30 картин на рік, тому брати почали згортати своє виробництво і, зрештою, продали компанію банківському синдикату. У 1956 Гаррі й Альберт Ворнер дізналися, що їх брат, Джек, був головним інвестором в цьому синдикаті, що й призвело до великої сварки — і відтоді брати більше не спілкувалися. Проте з часом виявилося, що сам Джек тоді вдіяв таки відповідально, коли йшлося про подальшу долю компанії. У компанії також працювали такі видатні музичні художники як от Джордж Грілі, як аранжувальник музичних записів компанії

### 1956—1967: нові власники
Деякий час компанія займалася адаптацією популярних п'єс, а також досить непогано проявила себе у створенні телевізійних серіалів («Індивідуаліст» та ін.) У 1958, коли виробництво кінофільмів перебувало в занепаді, звукозаписна компанія Warner Bros. Records розпочала свою роботу. У 1967 Джек Ворнер вирішив відійти від справ — і продав Warner Bros. канадській компанії Seven Arts Productions за 78 мільйонів доларів: студію з черги перейменовано в «Warner Bros.—Seven Arts».
Через два роки студію знову перепродано — цього разу компанії Kinney National Company (за готівку і пакет акцій): її новим керівником став Тед Ешлі. Щодо студії, її знову перейменовано в Warner Bros. Pictures.
1970-1980-ті роки виявилися невдалими для всіх кінокомпаній, але нове керівництво студії успішно подолало їх зробивши ставку на роботу з кінозірками Пол Ньюман, Роберт Редфорд, Барбара Стрейзанд, Джон Уейн, Клінт Іствуд та ін. Власник студії Kinney National Company згодом відмовився від інших сфер бізнесу (стоянки, похоронні агентства) і змінив назву на Warner Communications. У 1976 ця компанія придбала виробника комп'ютерних ігор «Атарі», а пізніше — мережу тематичних парків «Шість прапорів» (англ. Six Flags theme parks).
На подив багатьох успішна Warner Communications у 1989 злилася з компанією «Time, Inc.», утворивши компанію «Time Warner».

### З 1995 року і до наших днів
У 1995 компанія, орієнтуючись на підліткову аудиторію, запустила власну телевізійну мережу WB Network: канал демонстрував найпопулярніші в США серіали («Сьоме небо», «Таємниці Смолвіля» та ін.) У 2006 році Warner і корпорація CBS ухвалили рішення закрити свої телевізійні мережі і створити нову — CW Television Network.
У 1997 студія випустила повнометражний музичний мультфільм «Коти не танцюють».
У 2001 шляхом злиття AOL, Inc. і Time Warner, Inc. було створено AOL Time Warner, Inc. Проте через різке зниження доходів і кризу доткомів, у 2003 акронім AOL з назви компанії знову зникає і повертається Time Warner.
У 2008 Warner Brothers поглинає компанію New Line Cinema.
16 листопада 2022 року Warner Bros. заборонила трансляцію своїх фільмів російським телеканалам, що входять до «Національної медіагрупи», зокрема, каналам СТС, РЕН-ТВ, «П'ятий канал» та «Домашній», а також відеосервісу more.tv.
У грудні 2023 року стало відомо, що голова американського медіахолдингу Warner Bros. Discovery Девід Заслав та гендиректор Paramount Global Боб Баркіш ведуть перемовини про можливе злиття двох компаній.